# Forcipomyia edmistoni
Forcipomyia edmistoni is een muggensoort uit de familie van de knutten (Ceratopogonidae). De wetenschappelijke naam van de soort is voor het eerst geldig gepubliceerd in 1993 door Wirth and Spinelli.